# 内閣府特命担当大臣（クールジャパン戦略担当）
内閣府特命担当大臣（クールジャパン戦略担当）（ないかくふとくめいたんとうだいじん クールジャパンせんりゃくたんとう）は、日本の国務大臣。内閣府特命担当大臣の一つである。

## 概要
日本の内閣府に置かれる内閣府特命担当大臣の一つである。2012年（平成24年）12月26日発足の第2次安倍内閣より、クールジャパン戦略を担務とする国務大臣の特命事項（内閣の担当大臣）として設置された「クールジャパン戦略担当大臣」が前身。2016年（平成28年）8月3日発足の第3次安倍第2次改造内閣より、内閣府特命担当大臣として置かれている。

## 歴代大臣
※クールジャパン戦略担当大臣を含む。
| 代                                               | 氏名                       | 氏名                       | 内閣                       | 内閣                       | 就任日                     | 退任日                     | 党派                       | 備考                       |
| クールジャパン戦略担当大臣                       | クールジャパン戦略担当大臣 | クールジャパン戦略担当大臣 | クールジャパン戦略担当大臣 | クールジャパン戦略担当大臣 | クールジャパン戦略担当大臣 | クールジャパン戦略担当大臣 | クールジャパン戦略担当大臣 | クールジャパン戦略担当大臣 |
| ------------------------------------------------ | -------------------------- | -------------------------- | -------------------------- | -------------------------- | -------------------------- | -------------------------- | -------------------------- | -------------------------- |
| 1                                                |                            | 稲田朋美                   | 第2次安倍内閣              | 第2次安倍内閣              | 2012年12月26日             | 2014年9月3日               | 自由民主党                 |                            |
| 2                                                |                            | 山口俊一                   |                            | 改造内閣                   | 2014年9月3日               | 2014年12月24日             | 自由民主党                 |                            |
| 3                                                | 第3次安倍内閣              | 第3次安倍内閣              | 2014年12月24日             | 2015年10月7日              | 再任                       |                            | 自由民主党                 |                            |
| 内閣府特命担当大臣（クールジャパン戦略担当大臣） |                            |                            |                            |                            |                            |                            |                            |                            |
| 1                                                |                            | 島尻安伊子                 |                            | 第1次改造内閣              | 2015年10月7日              | 2016年8月3日               | 自由民主党                 |                            |
| 2                                                |                            | 鶴保庸介                   |                            | 第2次改造内閣              | 2016年8月3日               | 2017年8月3日               | 自由民主党                 |                            |
| 3                                                |                            | 松山政司                   |                            | 第3次改造内閣              | 2017年8月3日               | 2017年11月1日              | 自由民主党                 |                            |
| 4                                                | 第4次安倍内閣              | 第4次安倍内閣              | 2017年11月1日              | 2018年10月2日              | 再任                       |                            | 自由民主党                 |                            |
| 5                                                |                            | 平井卓也                   |                            | 第1次改造内閣              | 2018年10月2日              | 2019年9月11日              | 自由民主党                 |                            |
| 6                                                |                            | 竹本直一                   |                            | 第2次改造内閣              | 2019年9月11日              | 2020年9月16日              | 自由民主党                 |                            |
| 7                                                |                            | 井上信治                   | 菅義偉内閣                 | 菅義偉内閣                 | 2020年9月16日              | 2021年10月4日              | 自由民主党                 |                            |
| 8                                                |                            | 若宮健嗣                   | 第1次岸田内閣              | 第1次岸田内閣              | 2021年10月4日              | 2021年11月10日             | 自由民主党                 |                            |
| 9                                                | 第2次岸田内閣              | 第2次岸田内閣              | 2021年11月10日             | 2022年8月10日              | 再任                       |                            | 自由民主党                 |                            |
| 10                                               |                            | 岡田直樹                   |                            | 第1次改造内閣              | 2022年8月10日              | 2023年9月13日              | 自由民主党                 |                            |
| 11                                               |                            | 高市早苗                   |                            | 第2次改造内閣              | 2023年9月13日              | 2024年10月1日              | 自由民主党                 |                            |
| 12                                               |                            | 城内実                     | 第1次石破内閣              | 第1次石破内閣              | 2024年10月1日              | 2024年11月11日             | 自由民主党                 |                            |
| 13                                               | 第2次石破内閣              | 第2次石破内閣              | 2024年11月11日             | 現職                       | 再任                       |                            | 自由民主党                 |                            |

- 特命担当大臣は複数名を任命することがあるため、通常は代数の表記は行わない。ただし、本表ではわかりやすさに配慮し、代数の欄を便宜上設けた。
- 辞令のある再任は就任日を記載し、辞令のない留任は就任日を記載しない。
- 党派の欄は、就任時、または、内閣発足時の所属政党を記載した。